# Jean-Baptiste André d'Aubière
Jean-Baptiste André d'Aubière est un homme politique français né le 8 août 1767 à Clermont-Ferrand (Puy-de-Dôme) et décédé le 15 décembre 1842 à Clermont-Ferrand.

## Biographie
André d'Aubière est le fils de Pierre-André, écuyer, seigneur baron d’Aubière et d’Anne Favard.
Maire la ville de Clermont en 1815 il est destitué en 1818 puis renommé le 8 novembre 1820. Il  reste maire jusqu’en 1822.
Il est élu député du  Puy-de-Dôme lors d’élections complémentaires, le 14 novembre 1820. Il est réélu lors du scrutin général du 10 octobre 1821 par 161 voix sur 280 votants.  Il appartient à la majorité ministérielle. A l’échéance de son mandat, le 23 décembre 1823, il abandonne la carrière parlementaire. Il est nommé conseiller de préfecture du Puy-de-Dôme le 10 décembre 1826. 
À la fin de sa vie il devient ecclésiastique et, lorsqu’il meurt, le 15 décembre 1842, il est chanoine de la cathédrale de Clermont-Ferrand.
Il a écrit et publié, en 1816, une histoire de la ville de Clermont-Ferrand et la bataille des Cros-Rolland ainsi que ses discours et rapports prononcés à la Chambre des députés.

## Sources
- « Jean-Baptiste André d'Aubière », dans Adolphe Robert et Gaston Cougny, Dictionnaire des parlementaires français, Edgar Bourloton, 1889-1891 [détail de l’édition]